# 蒋新苗
蒋新苗（1964年—），湖南东安人，法学博士，湖南师范大学副校长，长期从事国际私法学、民商法学及国别与区域研究。

## 社会兼职
- 中国国务院学位委员会第七届学科评议组成员
- 中国教育部高等学校法学学科教学指导委员会委员
- 中国国家社会科学基金学科规划评审组专家
- 中国国际私法学会副会长

## 荣誉
- 第二批中国国家“万人计划”领军人才
- “百千万人才工程”国家级人选
- 中国教育部“长江学者”特聘教授